# Clube Atlético Juventus
Il Clube Atlético Juventus, meglio conosciuta come Juventus da Mooca, è una squadra di calcio brasiliana, con sede nel quartiere della Mooca nella città di San Paolo.

## Storia
Fondata da un gruppo di dipendenti, tutti italiani, del Cotonificio Rodolfo Crespi, il nome del club rappresenta un omaggio fatto dai dipendenti al proprietario dello stabilimento, Rodolfo Crespi, originario di Busto Arsizio, tifoso juventino e gran mecenate della squadra. Tuttavia il colore scelto per le maglie non fu bianconero, bensì granata e bianco. Il motivo fu che già molte squadre di San Paolo vestivano la casacca bianconera a strisce verticali (Corinthians, Ypiranga, Santos e altre ancora). Per superare l'impasse nella scelta dei colori sociali il C. A. Juventus decise di non mantenere nemmeno i colori utilizzati dalla squadra da cui derivava, il Cotonificio Rodolfo Crespi, ossia il nero, rosso e bianco, colori peraltro già adottati dall'estinto São Paulo da Floresta e dall'Internacional. Su indicazione del conte Rodolfo Crespi, che aveva già deciso la modifica del nome del club, si finì per optare per il granata e bianco, colori simili a quelli della squadra di calcio del Torino.

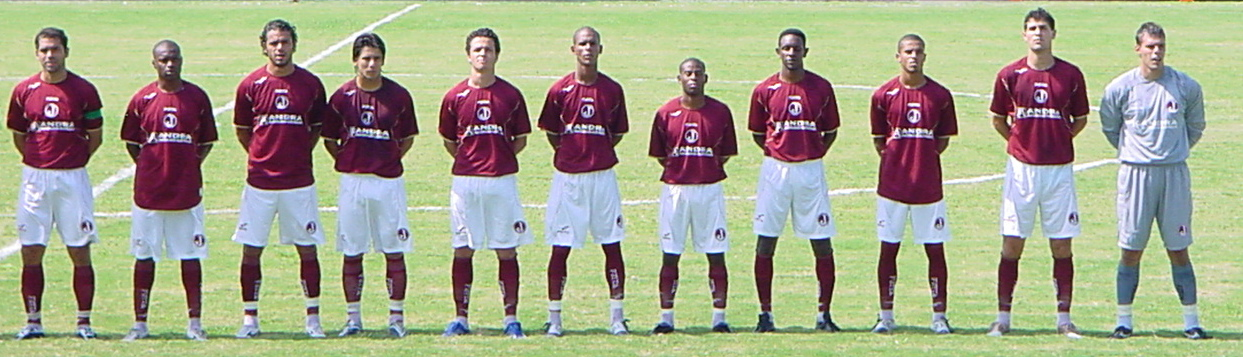
La squadra del Clube Atlético Juventus prima di una partita del Campionato Paulista

La squadra diede del filo da torcere ai blasonati club della città paulista. Fu in occasione di una vittoria per 2-1 sul Corinthians che venne coniato da un giornalista il soprannome di "ragazzi terribili" (moleques travessos) che avrebbe accompagnato da quel momento in poi il club. Nel 1933 la società cambia nome adottando quello di "Clube atletico Fiorentino", adottando come proprio il simbolo del giglio e uniformi identiche a quelle del sodalizio del capoluogo toscano. Due anni dopo il club aderì al professionismo riacquisendo il vecchio nome, mentre il colore assunse la tonalità granata giunta fino ai giorni nostri.
Per tutti gli anni quaranta e cinquanta la squadra navigò fra la prima divisione e la seconda divisione del campionato Paulista. Fu in quell'epoca che, con la maglia della Juventus, fece il proprio esordio nel professionismo il grande Julinho.
Attualmente milita nella seconda serie del campionato Paulista.

## Strutture

### Stadio
La Juventus gioca le sue partite interne presso lo stadio Conde Rodolfo Crespi, situato nel quartiere della Mooca. Inaugurato il 10 novembre 1929, ha una capienza di 4000 spettatori.

## Palmarès

### Competizioni nazionali
- Campeonato Brasileiro Série B: 1

1983

### Competizioni statali
- Campionato Paulista Serie A2: 2

1929, 2005
- Torneio Início Paulista

Primo posto 1986
- Copa Paulista: 1

2007

### Competizioni giovanili
- Copa São Paulo de Futebol Júnior: 1

1985

### Altri piazzamenti
- Campeonato Brasileiro Série C:

Secondo posto: 1997
- Campionato paulista:

Terzo posto: 1932
- Recopa Sul-Brasileira:

Semifinalista: 2007

## Tifoseria

### Rivalità
Il principale rivale sportivo della Juventus è la Portuguesa, società fondata da immigrati portoghesi e contro la quale gioca il derby chiamato derby dos Imigrantes.
Altra rivalità è quella con il Nacional.